# Juan Sarabia
Juan Sarabia (San Luis Potosí, 24 de junho de 1882 - 17 de outubro de 1920) oi um jornalista e político mexicano que fundou e foi membro do Partido Liberal Mexicano até 1911, quando se juntou ao movimento anti-reeleição de Francisco I. Madero.

## Carreira
Participou do Congresso Liberal de 1901 em San Luis Potosí, juntamente com Camilo Arriga, Librado Rivera e Antonio Díaz Soto y Gama. Foi secretário-geral do Clube Liberal "Ponciano Arriaga" e diretor dos jornais El Porvenir e El Hijo del Ahuizote e também colaborou na Regeneración, Vésper, México Nuevo, El Renacimiento, Excélsior e no Diario del Hogar.
Exilado nos Estados Unidos desde 1904, participou da organização do Partido Liberal Mexicano ao lado de Ricardo Flores Magón, Librado Rivera, Antonio I. Villarreal, Rosalío Bustamante, Enrique Flores Magón e Manuel Sarabia.
Em 1905 esteve em contato com os anarquistas Emma Goldman e Florencio Bazora, com quem manteve conversas frequentes das quais também participaram Antonio I. Villarreal e Ricardo Flores Magón. Como resultado dessas conversas, as diferenças ideológicas entre Sarabia e Flores Magón tornaram-se mais evidentes; enquanto este último adotou uma posição radical de tendência anarco-comunista, Sarabia adotou uma posição mais moderada.
Em 1907 foi preso em Ciudad Juárez e transferido para a prisão de San Juan de Ulúa, de onde foi libertado em maio de 1911, quando Porfirio Díaz renunciou à presidência do México após reconhecer, nos tratados de Ciudad Juárez, o triunfo do movimento anti-reeleição liderado por Francisco I. Madero.
Ele foi eleito deputado por San Luis Potosí durante o governo Madero e preso novamente quando Victoriano Huerta dissolveu a Câmara dos Deputados em 1913; ele foi libertado em 1914 e mudou-se para El Paso, Texas. Retornou ao México em 1915, trabalhou na Biblioteca Nacional e foi diretor da Escola Industrial de Órfãos. Em 1917 perdeu a eleição de governador de San Luis Potosí para o candidato de Venustiano Carranza e em 1920 foi eleito senador do mesmo estado.
Faleceu em 17 de outubro de 1920.